# 모스타파 모하메드
모스타파 모하메드 아흐메드 압달라(아랍어: مصطفى محمد أحمد عبد الله‎, 1997년 11월 28일 ~ )는 이집트의 프로 축구 선수로, 리그 1 클럽 낭트와 이집트 국가대표팀에서 스트라이커로 활약하고 있다.

## 구단 경력

### 자말레크
모하메드는 11세 때 자말레크에서 축구를 시작했으며, 이후 성인 무대 초반에 여러 차례 임대 이적을 거쳤다. 2020년 1월 2일, 그는 자말레크 복귀 후 이집트 프리미어리그 11라운드 아스완과의 경기에서 42분에 골을 기록했다. 같은 달 1월 28일, 모하메드는 와디 데글라를 상대로 15분에 장거리 골을 넣었으며, 경기는 1-1 무승부로 끝났다.

### 갈라타사라이
2021년 2월 1일, 쉬페르리그 클럽 갈라타사라이는 모하메드와 1년 반 동안 200만 달러의 이적료와 400만 달러에 구매할 수 있는 옵션으로 임대 계약을 체결했다. 그는 이스탄불에 기반을 둔 이 클럽과 계약한 최초의 이집트 선수가 되었다.
모하메드는 2월 2일, 이스탄불 바샥셰히르와의 쉬페르리그 경기에서 46분 교체 선수로 출전해 페널티킥으로 팀의 세 번째 골을 넣었다. 갈라타사라이에서의 두 번째 경기에서는 2월 6일, 페네르바흐체와의 원정 경기에서 54분에 1-0 승리를 거두며 유일한 골을 넣었다.
2021년 12월 27일, 갈라타사라이는 상환 조항을 발동하여 2025년까지 계약을 체결했다.

### 낭트
2022년 7월 21일, 갈라타사라이는 모하메드가 프랑스 클럽 낭트로 1년 임대되었다고 발표했다. 2022년 8월 28일, 그는 툴루즈를 상대로 3-1 승리를 거두며 리그 1 첫 골을 기록했다. 9월 8일, 그는 UEFA 유로파리그에서 올림피아코스를 상대로 2-1 승리를 거두며 유럽 대회 첫 골을 기록했다. 이후 유럽 대회 경기에서 득점에 실패한 그는 11월 3일, 올림피아코스와의 2차전에서 다시 득점에 성공했다. 그의 골로 낭트는 유벤투스와의 16강 플레이오프에 진출하는 데 기여했다.
2023년 1월 7일, 모하메드는 쿠프 드 프랑스에서 비루아와의 경기로 데뷔 전을 치렀으며, 이 경기에서 대회 첫 골을 기록했다. 그는 다음 라운드 타옹과의 경기에서도 마지막 승부차기를 성공시키며 팀의 4–2 승리에 기여했다.
2023년 6월 14일, 낭트는 완전 이적 옵션을 행사했으며, 모하메드는 프랑스 클럽과 4년 계약을 체결했다.

## 국가대표팀 경력
2019년 3월 23일, 모하메드는 니제르와의 2019년 아프리카 네이션스컵 예선 원정 경기에서 1-1 무승부를 기록하며 이집트 국가대표팀에 데뷔했다. 2021년 9월 5일, 그는 2022년 FIFA 월드컵 예선에서 가봉을 상대로 1-1 무승부를 기록하며 첫 성인 국가대표 골을 기록했다.
2022년 1월, 모하메드는 카를루스 케이로스 감독에 의해 2021년 아프리카 네이션스컵에 참가할 선수로 선정되었다. 2023년 12월, 그는 후이 비토리아가 2023년 아프리카 네이션스컵에 출전할 27명의 이집트 선수 명단에서 선발되었다.

## 논란
2023년 5월 14일, 모하메드는 리그 전체의 동성애 혐오 반대 캠페인의 일환으로 열린 리그 1 경기에서 툴루즈를 상대로 낭트를 대표해 출전하는 것을 거부했다. 이 경기는 팀 유니폼에 무지개 테마 장식이 포함되어 있었다. 그는 이후 구단으로부터 벌금을 부과받았으며, 금액은 공개되지 않았으나 동성애 혐오 반대 자선 단체인 SOS 오모포비에 기부되었다. 2024년 5월 19일, 모하메드는 리그 전체의 동성애 혐오 반대 캠페인과 관련된 리그 1 경기 출전을 다시 한 번 거부했다. 2025년 5월, 그는 3년 연속으로 시즌 마지막 경기에서 낭트를 대표해 뛰는 것을 다시 한 번 거부했으며, 동성애자에 대한 차별과 박해에 반대하는 것은 "자신의 민족적 배경과 이슬람 신앙에 반한다"고 주장했다.